# Håja (Hammerfest)
Håja (norwegisch, dt. „hohe Insel“) oder Jievju (nordsamisch) ist eine unbewohnte Insel in der Kommune Hammerfest (Provinz Finnmark) in Norwegen. Sie liegt etwa 8 km westlich der Stadt Hammerfest im Sørøysund (Europäisches Nordmeer), zwischen den Inseln Kvaløya im Osten, Seiland im Süden und Sørøya im Nordwesten. Die insgesamt felsige Insel hat an ihrer Südseite eine Steilküste von knapp 300 m Höhe. Auf der Insel befindet sich eine Vogelkolonie.

## Nutzung
In der Nähe des höchsten Punktes befand sich der geodätische Messpunkt Haajen, der als Teil des Struve-Bogens im 19. Jahrhundert der Vermessung der Erdabplattung diente (70° 39′ 18″ N, 23° 25′ 42″ O). Repräsentiert durch 34 Messpunkte gehört der Struve-Bogen zum Weltkulturerbe. Derjenige auf Håja gehört nicht dazu. Benachbarte Messpunkte sind Fuglenaes, Tyven und Jedki (auf dem Seilandstuva).
Im Südosten der Insel befindet sich wenige Meter über dem Meeresspiegel das kleine Leuchtfeuer Håja (70° 39′ 18″ N, 23° 27′ 47″ O).

## Sonstiges

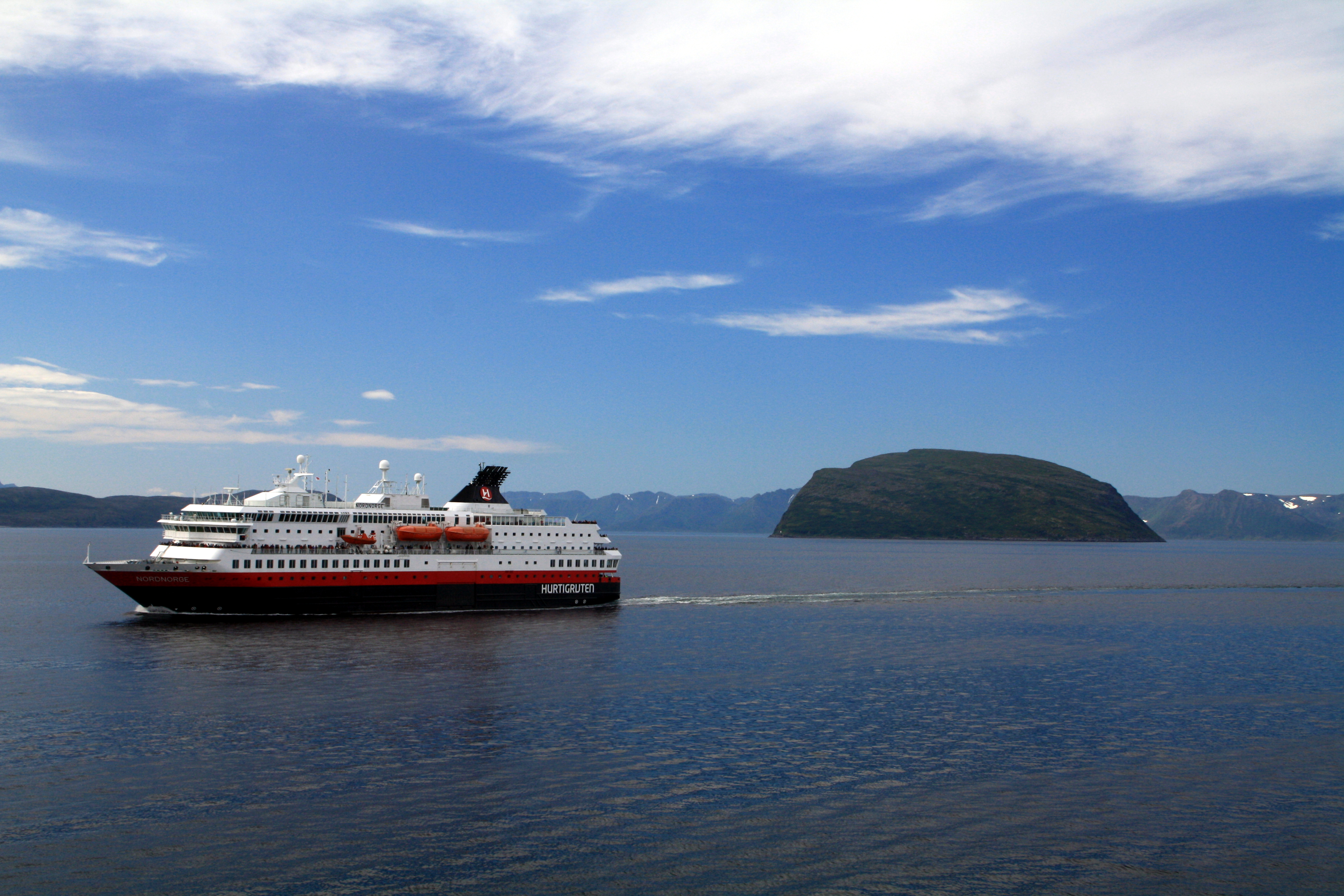
MS Nordnorge passiert Håja

- Die Schiffe der Hurtigruten passieren die Insel an ihrer Südseite auf der Teilstrecke von Hammerfest nach Øksfjord.
- Die Insel ist Namensgeberin des Lotsenbootes Håja (auch Haaja) der Hafenverwaltung von Hammerfest (MMSI: 257092500), sowie einiger anderer Schiffe.[4]
- Die Insel ist Namensgeberin eines Kindergartens in Hammerfest.[5]